# مرند
مَرَند از شهرهای استان آذربایجان شرقی و مرکز شهرستان مرند در یکی از شاهراه‌های ارتباطی منطقه آذربایجان و غرب ایران واقع شده و یکی از مهم‌ترین شهرهای غرب کشور محسوب می‌شود. این شهر در فاصله ۶۵ کیلومتری از شمال غربی تبریز قرار دارد. مرند از نظر سابقه و پیشینه تاریخی یکی از شهرهای قدیمی استان آذربایجان شرقی محسوب می‌شود که در محور ارتباطی آسیا به اروپا و قفقاز قرار گرفته است.
شهر مرند پل ارتباطی مسیر تبریز به جلفا و منطقه آزاد ارس و جمهوری آذربایجان و همچنین مسیر تبریز به بازرگان و مرز ترکیه و اروپا است و عبور جاده‌های بین‌المللی از این شهر بر اهمیت خدماتی و نقش شهری آن در منطقه شمال غرب آذربایجان افزوده است. مرند به عنوان قطب کامیون‌داری و صنعت حمل و نقل کشور شناخته می‌شود و منطقه صنعتی سندیکا مرند یکی از مناطقی می‌باشد که نقش مهم و کلیدی در صنعت کامیون‌داری و صنعت حمل و نقل جاده‌ای کشور را ایفا می‌کند.
مرند یکی از کهن‌ترین و قدیمی‌ترین شهرهای آذربایجان است که به استناد آثار نویسندگان تاریخی از پیشینه غنی فرهنگی و سابقه طولانی تمدنی برخوردار است. مسجد جامع مرند با تاریخ ۷۰۰ ساله میراثی گرانبها برای تاریخ آذربایجان و ایران که قدمت این بنای تاریخی مربوط به دوره‌های سلجوقی و ایلخانی می‌باشد که به لحاظ معماری و کاربری مذهبی از اهمیت ویژه ای برخوردار است و نشان از قدمت تاریخی شهر مرند می‌باشد.
این شهر در منطقه‌ای کوهستانی واقع شده است و به دلیل موقعیت جغرافیایی ویژه از نظر آب و هوایی به شهر چهار فصل معروف است. مرند در دامنه‌های شمالی رشته کوه میشو واقع شده است، کوه میشو یکی از زیباترین کوه‌های منطقه آذربایجان به‌شمار می‌رود که در شمال دریاچه ارومیه قرار دارد و جلگه تبریز و دریاچه ارومیه را از جلگه مرند جدا می‌کند. پیست اسکی یام در دامنه شمالی میشوداغی در کنار بزرگراه تبریز به مرند واقع شده است
مرند با دارا بودن ۱۵۶ هزار نفر جمعیت بر اساس سرشماری سال ۱۳۹۵ خورشیدی و با ۲۸ کیلومتر مربع مساحت، سومین شهر پرجمعیت استان پس از تبریز و مراغه و سومین شهر بزرگ استان پس از تبریز و مراغه محسوب می‌شود.

## نام

### وجه تسمیه

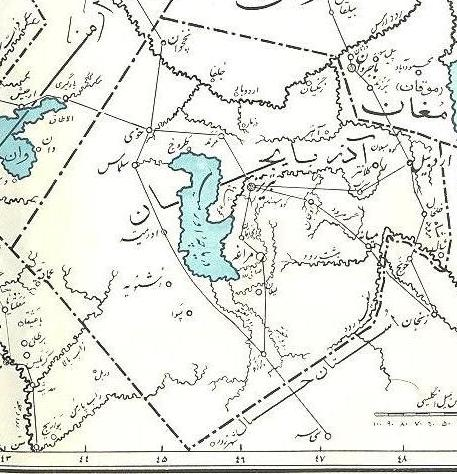
مرند در استان آذربایجان در دوره خلفای عباسی

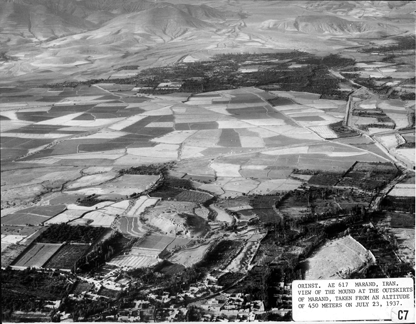
تصویر هوایی مرند؛ سال ۱۹۳۷ میلادی

نویسندگان مختلف در مورد وجه تسمیه این شهر روایات فراوان و متفاوتی را نقل کرده‌اند، برخی منابع مرند را سرزمین قوم مروا دانسته‌اند، یا طبق روایات دیگر مرند را شهر ماریانای مسیحی، شهر مانداگارنا یا موروندا باستان دانسته‌اند و برخی روایات نیز مرند را محل تدفین حضرت نوح دانسته‌اند همچنین مطابق نوشته‌های تورات، مسجد بازار مرند که به مسجد مادر حضرت نوح شهرت یافته محل قبر مادر حضرت نوح است که در چندین سند تاریخی ذکر شده است.
بر اساس اسناد «اورارتویی» سابقه این شهر به میانه هزاره سوم پیش از میلاد می‌رسد. مرند در روزگار پادشاهی مادها از رونق زیادی برخوردار بوده و روزگاری مرکز حکومت اقوامی مختلفی در دوره کلده و آشور بوده است.
نخستین نام مرند را مورخینی چون هرودوت و گزنفون، مانداگارنا دانسته‌اند و استرابون جغرافی‌دان و مورخ یونانی نام این شهر را موروندا خوانده است. بطلیموس، جغرافی‌دان یونانی که قبل از میلاد می‌زیسته، از این شهر به نام «ماندگار» نام برده و آن را یکی از آبادترین شهرها در تاریخ می‌خواند. قلعه مانداگارانا یکی از بزرگ‌ترین نشانه‌های قدمت تاریخی شهر مرند است که در محدود شرقی شهر هنوز پابرجاست.
بر اساس نوشته‌های تورات، مادر نوح در شهر مرند دفن شده و در روایتی احتمال دفن نوح نیز در این شهر آمده است. مطابق نوشته‌های تورات، مادر نوح در مسجد بازار مرند مدفون است. بنای این مسجد در دوران صفوی ساخته شده است که در ابتدا بقعه گنبد بوده است و در سال ۱۲۶۸ هـ ق پس از تغییرات اساسی تبدیل به مسجد شده است. همچنین سنگ نوشته‌های مرمرینی به زبان عربی دارد که ترجمه آن چنین است «این مسجد شریف چنانچه بین مردم معروف شده قبر مادر نوح پیغمبر است». عبدالرحیم کیا می‌نویسد: «مطابق نوشته‌های تورات، مادر نوح در آنجاست» این مسجد ابتدا در قرن دوم و سوم هجری ساخته شده است و در طول زمان در اثر کشاکش‌های مذهبی و قومی تغییر شکل داده شده است.
در سفرنامه ویلیامز جکسون آمریکایی دربارهٔ وجه تسمیه مرند آمده است که بنای این شهر به امر دختر ترسایی به نام ماریا گذاشته شد. وی کلیسای بزرگی در این محل بنا کرد که اکنون مسجد جامع شهر است به همین دلیل نام این شهر ماریانا معروف شد که بعدها به مروند، ماریانه، و سپس به مرند تغییر نام یافت، آثار کلیسای قدیمی این شهر هنوز پابرجاست روایات مطرح شده دربارهٔ مسجد جامع مرند که قبلاً کلیسا بوده، چندان بعید به نظر نمی‌رسد، زیرا ترسایان و نستوریان که در قرن ۵ میلادی از ترس امپراتوران روم شرقی و کشیشان متعصب مسیحی مجبور به مهاجرت به غرب آذربایجان شدند، در این منطقه ساکن شده و برای خود کلیسایی ساختند. مسجد جامع مرند ساختمانی است با نقشه مستطیلی شکل و فاقد صحن و سردر است، احتمالاً این مسجد در اصل کلیسا بوده و در دوران امپراتوری ایلخانان مغول به مسجد تبدیل شده است. به عقیده ویلیامز جاکسون، مرند در گذشته پایتخت شهرستان واسپورگان در دوره ساسانیان بوده است.
در روایات باستانی ارمنی‌ها آمده است، نوح در مرند مدفون شده که البته ارمنی‌ها امروزی می‌گویند نوح در نخجوان فرود آمد و در آن شهر نیز مدفون شد، ولی قبر همسرش در مرند است. همچنین در روایات باستانی ارمنی‌ها آمده است که نوح در مرند مدفون شده و کلمهٔ مرند از یک فعل لغت ارمنی به معنای تدفین اشتقاق یافته است. شاردن فرانسوی می‌نویسد: «اسم این شهر از یک فعل ارمنی به معنای دفن کردن گرفته شده است که ترکیبی از دو کلمه مر+ اند یعنی مراند به معنی مادر آنجاست. می‌باشد»
در روایت دیگری وجه تسمیه شهر مرند را تغییر یافته کلمه «مادوند» و «مارند» یعنی محل زندگی مادها ذکر کرده‌اند.
ولادیمیر مینورسکی قلعه خاکی موجود در جنوب شرقی شهر مرند را از قلعه‌های دوره اورارتوری می‌داند که بعدها توسط سارگون دوم تخریب شده‌اند.

### لقب‌ها و عناوین
شهر مرند با قدمت و پیشینه تاریخی شش هزار ساله یکی از شهرهای قدیمی و کهن منطقه آذربایجان شناخته می‌شود. شهر مرند به نام شهر نوح نبی شهرت دارد. مرند قطب کامیون‌داری و صنعت حمل و نقل ایران می‌باشد و به دلیل قرار گرفتن در مسیر ترانزیتی آسیا و اروپا و قفقاز، دروازه گردشگری و سرمایه‌گذاری محسوب می‌شود شهر مرند از قطب‌های تولید مبل در منطقه آذربایجان و قطب دوم تولید مبل در سطح کشور به‌شمار می‌رود. مرند قطب تولید طلای سرخ (زعفران) در منطقه آذربایجان محسوب می‌شود. باغ‌شهر مرند قطب تولید زردآلو و قیسی در منطقه آذربایجان می‌باشد. شهر مرند یکی از کانون‌های مهم قالی‌بافی در منطقه آذربایجان و سطح کشور محسوب می‌شود.

## تاریخ

### پیش از اسلام
یر اساس اسناد اورارتویی، پیشینه شهرنشینی در مرند به میانه هزارهٔ سوم پیش از میلاد می‌رسد، در حالی که در تپه‌های باستانی «گرگر»، ظروف سفالی و ابزارهایی از هزارهٔ پنجم قبل از میلاد دیده شده است. همچنین در تپهٔ خاکستری (قلعهٔ مرند) نیز آثاری از هزارهٔ چهارم قبل از میلاد به دست آمده است. «ولادیمیر مینورسکی» با استفاده از نظر باستان‌شناسان، این قلعهٔ خاکی فروریخته را از سلسله قلاع خاکی اورارتویی می‌داند.
آنچه از مدارک و نظرات باستان‌شناسان و مورخان به دست می‌آید، این است که شهر مرند در روزگار پادشاهی مادها از رونق بسیاری برخوردار بوده و به دلیل اهمیت خاصی که در ایالت آذربایجان داشته، همواره مورد توجه حکومت مرکزی بوده است. همچنین در دائرةالمعارف اسلامی آمده است که مرند مرکز حکومت اقوامی مهم در دورهٔ «کلده» و «آشور» بوده است.

### پس از اسلام
تاریخ مرند در دروه اسلامی و امپراتوری اعراب بر خاورمیانه و ایران روشن‌تر است، بلاذری آبادی و گسترش شهر مرند را مرهون اقدامات حلبس و پسرش بعیث و فرزند وی محمد می‌داند. ابن خردادبه مرند را مرکز فرمانروایی محمد بن بعیث ذکر کرده است. آنچه که از مدارک تاریخی بر می‌آید، فتح آذربایجان به دست اعراب در سال‌های ۱۸ تا ۲۲ هجری قمری صورت گرفته است، اما مورخان اسلامی از مرند برای نخستین بار در سال ۱۶۰ هجری نام برده‌اند. در خلال رویدادهای سال ۱۶۰ هجری تیره‌ای از اقوام مسلمان عرب به نام روادیان با فرماندهی فردی به نام حلبس پسر رواد در زمان خلافت منصور دومین خلیفه عباسی به همراه سایر یمنی‌های مقیم بصره به آذربایجان و منطقه مرند مهاجرت کردند و در این سرزمین ساکن شدند. پس از حلبس پسرش محمدبن‌بعیث در سال ۲۰۰ هجری، حاکم مرند شد و برای توسعهٔ شهر کوشش بسیار کرد. این مرد فرهنگ دوست، دلیر و شجاع بود و بنا به نوشتهٔ طبری، او شعرهایی به زبان فارسی داشته که در آذربایجان معروف بوده است. برخی از پژوهشگران، محمد بن بعیث حاکم عرب‌تبار مرند در دوره عباسیان را نخستین شاعر فارسی‌گوی آذربایجان دانسته‌اند که نمونه‌ای از اشعار او باقی نمانده است
در روزگار قیام بابک خرمدین به سال ۲۰۱ هجری، شهر مرند سال‌ها یکی از مناطق تحت نفوذ وی بوده است. چند سلسلهٔ مهم و محلی در این زمان بر مرند حکومت می‌رانده‌اند که از جملهٔ آن‌ها «سالاریان»، «روادیان» و «شدادیان» را می‌توان نام برد. در اواخر قرن چهارم هجری، در کتاب‌های «حدودالعالم» و «صورة الارض»، از مرند به عنوان شهری آباد یاد شده است و ابوعبدالله مقدسی نیز مرند را شهری مستحکم نامیده و حمدالله مستوفی در نزهةالقلوب نوشته است: «مرند شهر بزرگی است که دور بارویش ۸۰۰ گام است و باغ‌های پرمیوه دارد. بالاخره شاردن، سیاح فرانسوی می‌نویسد: «مرند شهر خوبی است و دارای ۲۵۰۰ باب خانه و باغچه می‌باشد و بوستان‌هایش بیش‌تر از عمارت و آبادی است». همچنین بسیاری از مورخان اسلامی از جمله ابن حوقل بغدادی، یاقوت حموی، حمدالله مستوفی قزوینی، ابراهیم اصطخری، الفداء قزوینی، ناصر خسرو قبادیانی، ابن واضح یعقوبی، یحیی بلاذری و ابن خردادیه همگی در کتب خود از مرند یاد کرده و آن را توصیف کرده‌اند.
در پی پیروزی سیاسی ـ نظامی  سلجوقیان در نبرد دندانقان، ترک‌ها وارد ایران و سرزمین‌های اسلامی شده و در نقاط مختلف ایران به ویژه منطقه آذربایجان ساکن شدند و از طریق آذربایجان، آناتولی را به عنوان یکی از مقاصد اصلی توسعه طلبی خود برگزیدند و نهایتا توانستند امپراتوری بزرگی از ترکستان تا سواحل مدیترانه تشکیل دهند. در دوره امپراتوری سلجوقی با جابجایی و مهاجرت بزرگ اقوام ترک، آذربایجان و آناتولی دچار دگرگونی‌های قومی، سیاسی و نظامی گردید و آذربایجان و آناتولی جزو مناطق اصلی تجمع و اسکان ایل‌های بزرگ ترک قرار گرفت. تا پیش از حضور ترک‌ها در آذربایجان، دول مسیحی همسایه از جمله بیزانسی‌‌ها و گرجی‌‌ها هر زمان قدرت و فرصت پیدا می‌کردند به مناطق مختلف آذربایجان می‌تاختند ولی با غالب شدن ترک‌ها در آذربایجان ورق برگشت و به مرور آناتولی و قفقاز در معرض حملات و کشور‌گشایی‌های ترک‌ها قرار گرفت.

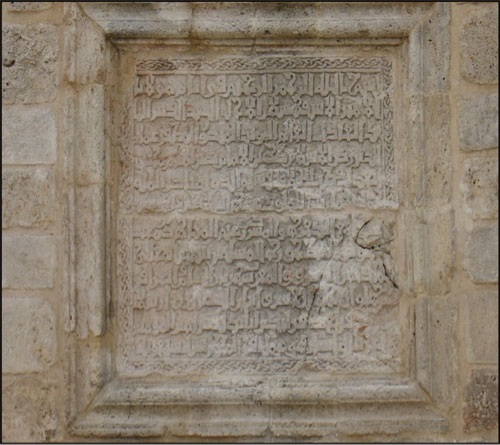
کتیبه واقع در دیوار شرقی زیارتگاه محسن ابن الحسین در حلب سنگ‌نوشته آلپ ارسلان، که در خط دهم نوشته: پهلوانِ جهان، خسرویِ «ایران»، آلب غازی آغ ارسلان

در دهه‌ها اولیه حکومت سلجوقی، ترک‌ها در منطقه آذربایجان و از جمله مرند ساکن شده بودند و جمعیت غالب منطقه را تشکیل می‌دانند. در دوران حکومت آلپ ارسلان، وی در مرند با یکی از رهبران ترکمان به نام طغتکین ملاقات کرد که جزو جنگجویان و جهادگران علیه امپراتوری مسیحی بیرانس بود و طی جنگ‌های مختلف، شناخت کافی از سرزمین روم داشت و توانست امپراتور سلجوقی را برای جنگ با بیزانسی‌‌‌ها برانگیزد. در نهایت طی جنگ‌های مکرر امپراتوری ترکان سلجوقی با امپراتوری بیزانس  در سال ۴۶۳ هجری در جنگ ملازگرد ترک‌‌ها بر بیزانس غلبه کردند. و در ادامه با مهاجرت ترک‌‌ها به آناتولی حکومت سلجوقیان روم را در آناتولی و ترکیه امروزی پایه گذاری کردند.
در سال ۶۰۲ هجری قمری، مرند در یک یورش سهمگین توسط ارمنیان به ویرانی کشیده شد. در سال ۶۲۲، «سلطان جلال‌الدین خوارزمشاه» در مرند استقرار یافت.
تأسیس امپراتوری ایلخانی فصلی نو در تاریخ سیاسی و مذهبی کشور ایران و به خصوص ایالت آذربایجان بود. در طی دوره‌های تاریخی بعد نیز با شکل‌گیری دولت‌های آل چوپان، آل جلایر، آق‌قویونلوها و قره‌قویونلوها در منطقه آذربایجان موجب شد آذربایجان به مرور به یکی از کانون‌های مهم تحولات سیاسی و اجتماعی و فرهنگی و به ویژه مذهبی در ایران تبدیل شود. در دورهٔ ایلخانان بر رونق و آبادی مرند افزوده شد. بنای کاروانسرای آیراندیبی و قلعهٔ هلاکو در شمال مرند نیز از بناهای اواخر دورهٔ ایلخانی، یعنی زمان ابوسعید بهادرخان به سال ۷۳۱ است که کتیبهٔ محراب مسجد جامع مرند نیز مربوط به آن دوران است. 
مرند در زمان حکومت قراقویونلوها، محل پیکارهای مختلفی می‌باشد. در سال ۸۰۷ هجری، مرند به دست سپاهیان «میرزا ابوبکر کرد» غارت گردید. قرایوسف در سال ۸۰۹، پس از جنگ با ابوبکر در مرند، زمستان را اتراق کرد. جهانشاه میرزا قرایوسف، هنگام جنگ با برادر خود اسکندر میرزا در مرند اقامت گزید. قراقویونلوها یکی از بیست و چهار تیره از ترکان اوغوز یا که در اصطلاح منابع اسلامی به عنوان ترکمانان شناخته می‌شوند، در دروان امپراتوری ایلخانان در زمان ارغون ایلخانی، از منطقه ترکستان به طرف غرب و خاورمیانه کوچ می‌کنند و به مرور در مناطق مختلف آذربایجان و بعداً در ارزنجان و سیواس ساکن می‌شوند.
در سال ۸۳۷، شهر مرند پس از نبردی طولانی بین آق‌قویونلوها و تیموریان به دست آق قویونلوها فتح گردید.
با ظهور حکومت صفویان و انتخاب آذربایجان به پایتختی توسط شاه اسماعیل، مرند مورد توجه حکومت صفویه قرار گرفت. در دورهٔ ایران صفوی، هنگام جنگ بین شاه تهماسب صفوی با عثمانیان، مرند مرکز فرماندهی سپاه ایران بود. در سال ۱۰۱۱ هجری، شاه عباس صفوی حکومت مرند را به جمشید سلطان دنبلی سپرد. در سال ۱۰۱۴ تا ۱۰۱۶ در هنگام جنگ بین صفویه و عثمانیان، شاه عباس مدتی در مرند مستقر شد.
آذربایجان در نیمه دوم قرن ۱۲ هجری دارای گستره‌ای از ایل‌های قدرتمند و بزرگ یود که در طول دوره‌های تاریخی در بخش‌های وسیعی از سرزمین آذربایجان ساکن شده بودند. افشارها، شاهسون‌ها، دنبلی‌ها، شقاقی‌ها، جوانشیرها و ایلات کرد زبان غرب آذربایجان و ایل‌های مختلف ترک که در شهرهای آذربایجان سکونت و حکومت داشتند. ایل دنبلی از ایلات قدرتمند آذربایجان محسوب می‌شوند که در زمان شاه طهماسب اول صفوی در شمال غرب آذربایجان در منطقه سکمن آباد و خوی ساکن شدند و بعداً در دوران صفویه و حکومت نادر شاه در کنار دیگر ایل‌های منطقه نقش مهمی در جریانات سیاسی منطقه آذربایجان ایفا کردند. افشارها و دنبلی‌ها از جمله اقوامی بودند که نقش پر رنگ‌تری در منطقه آذربایجان داشتند، افشارها از ایل‌های بزرگ و قدرتمند قزلباش به‌شمار می‌روند که در دوران صفویه موقعیت ممتازی داشتند و بعد از صفویه نیز نقش مهمی در تحولات سیاسی ایران ایفا کردند.
در زمان ضعف دولت صفویه و حکومت نادرشاه افشار، شهر مرند به دست حکام خاندان دنبلی اداره می‌شد. در دورهٔ زندیه، کریم خان زند در سال ۱۲۰۵ هجری توانست آذربایجان، از جمله مرند را از دست حکام محلی درآورد.
در دوره قاجار مرند به دلیل واقع شدن در مسیرهای بازرگانی با روسیه و عثمانی و نزدیکی به مرز روسیه و مبادلات بازرگانی و اقتصادی از اهمیت فراوانی برخوردار گردید. در این دوره امنیت راه‌های منطقه و مرند به‌وسیله قشون یکانی‌ها تأمین می‌گشت که پس از نادرشاه در ولایت مرند در ناحیهٔ یکانات امروزی ساکن شدند و به دلیل داشتن روحیه جنگاوری در امور نظامی تبحر خود را نشان داده و به مناصب بالای نظامی و حکومتی نائل آمدند و نفوذ زیادی در منطقهٔ آذربایجان و شهر مرند پیدا کردند. نظرعلی خان یکانلی مرندی و زال خان یکانی از خوان‌های بزرگ این طایفه بودند که سال‌ها حکومت منطقهی یکانات مرند را بر عهده داشتند.
در دورهٔ قاجاریه حسین خان دنبلی حاکم مرند و خوی از فتحعلی شاه قاجار پذیرائی کرد. در زمان عقد معاهدهٔ ترکمانچای به سال ۱۲۴۳، نمایندهٔ عباس میرزا با «پاسکویچ»، فرماندهٔ روسی در مرند ملاقات کرد. در دورهٔ مشروطیت، سردار ملی سال‌ها در مرند با «میرزا حسین خان یکانی» و «رضاقلی سرتیپ یکانی» فرزند «زال خان» روابط نزدیک داشته است. از دیگر مجاهدین آزادی‌خواه دورهٔ مشروطیت در مرند از اشخاص زیر می‌توان نام برد: «میرزا عیسی حکیم‌زاده»، «اسماعیل یکانی»، «نورالله یکانی»، «حبیب‌الله شاملوی مرندی»، «حاج ابراهیم ذوالفقار زاده»، محمدولی صراف»، «حاج حسین صراف»، میرزا محمود»، برادران «میرزا صابر مرندی» معروف به مکافات، صاحب روزنامهٔ مکافات به سال ۱۳۲۷ هجری در خوی، «حاج جلال مرندی»، «محسن خان»، «مصطفی خان اسفندیاری»، «حاج ملاعباس واعظ قره‌آغاجی»، «حاج علی‌اکبر صدیقی»، «میرزا کریم‌زاده» و «میرزا نصیر رئیس‌السادات» و پسرش «میرزا احمد رئیس‌السادات»، «موسی خان پاشا» و پسرش «شیخعلی پاشایی».

## وضعیت طبیعی

### جغرافیا
مرند در شمال غربی شهر تبریز واقع شده است و در مسیر راه‌آهن تبریز به جلفا قرار گرفته است و راه‌های ترانزیتی مهم ایران به ترکیه و اروپا و همچنین مسیر ایران به جمهوری آذربایجان و ارمنستان از این شهر عبور می‌کنند. فاصلهٔ مرند تا تبریز مرکز استان۶۷ کیلومتر و تا تهران ۷۲۴ کیلومتر است.

### آب و هوا
میزان متوسط بارندگی در مناطق مختلف شهرستان متفاوت بوده و از۲۲۰ میلی‌متر در منطقه هرزندات و یکانات؛ تا ۳۷۳ میلی‌متر در حومهٔ مرند و پیام در سال با پراکنش‌های متوسط در نوسان می‌باشد. حداقل درجه حرارت مطلق ۲۲- درجهٔ سانتی‌گراد و حداکثر آن ۳۷ درجهٔ سانتی‌گراد بوده و تعداد روزهای یخبندان از ۱۰۹ روز تجاوز نمی‌کند.

## مردم
اهالی شهر مرند، همانند ساکنان سایر نواحی استان آذربایجان شرقی، آذربایجانی بوده و به زبان ترکی آذربایجانی و با لهجهٔ محلی خود سخن می‌گویند.
شهر مرند نسبت به شهرهای دیگر استان، بیشتر جاذبهٔ تجارتی دارد و مردم بیشتر به مشاغل تجارت خُرد روی آورده‌اند. به‌طوری‌که مراکز خرید و بازارهای فراوان و پر رونقی در این شهر احداث شده است.
جمعیت شهر مرند در سال ۱۳۸۵ خورشیدی، بالغ بر ۱۱۴٬۱۶۵ نفر بوده است که از این میان ۵۷٬۱۵۱ نفر مرد و ۵۷٬۰۱۴ نفر زن بوده‌اند که در قالب ۲۹٬۷۵۵ خانوار، ساکن این شهر بوده‌اند.

## صنایع دستی

### قالی‌بافی
شهر مرند همانند سایر شهرهای منطقهٔ آذربایجان، یکی از کانون‌های مهم قالی‌بافی در سطح کشور محسوب می‌شود. در شهر مرند و نیز در تمام شهرها و روستاهای حومهٔ آن، کارگاه‌های بزرگ و کوچک بافت قالی و قالیچه، گلیم و خورجین دایر است. این صنعت به استناد منابع تاریخی، قرن‌هاست که در این منطقه رواج داشته و همواره یکی از منابع عمدهٔ درآمد مردم محسوب می‌شده است. قالی‌ها و قالیچه‌های نفیس بافت مرند و روستاهای حومه‌اش، نه تنها در بازارهای فرش داخل کشور، بلکه در خارج از کشور نیز شهرت بسیار دارد و از نظر صادرات نیز اهمیت بسزایی دارد. صنعت قالی‌بافی در شهر مرند به صورت کارگاهی و در روستاها به صورت تک‌بافی، یکی از مشاغل فراگیر مردم به‌شمار می‌رود و محصولات آن‌ها در طرح‌ها و نقش‌های متنوع و بافت‌های گوناگون به بازارهای داخلی و خارجی عرضه می‌شود.

### سبدبافی
از دیگر صنایع دستی شهر مرند، بافت انواع سبدها برای حمل نان و میوه از ساقهٔ گندم است که به نوبهٔ خود از شهرت زیادی برخوردار است.

### فانوسکا بافی
روستای هوجقان، یکی از مناطقی است که سال‌های سال، مردم آن‌جا در بافتن فتیله‌های چراغ، مهارت کامل داشته و تولیدات خود را به سراسر کشور عرضه می‌کردند. با گسترش نیروی برق و روشنایی الکتریسیته و رکورد فروش فتیله، مردم صنعت‌گر این روستا به بافتن «فانوسقه» یا کمربندهای نظامی و نوار کفش پرداختند و در حال حاضر، یکی از مراکز مهم تولید این محصول می‌باشد.

### سفال‌گری و سرامیک‌سازی
محصولات سرامیک، در چند کارگاه شهر زنوز تولید می‌شود. استادکاران سرامیک زنوز، از نوعی خاک مرغوب (کائولن یا خاک چینی) استفاده می‌کنند و به نقاط دیگر جهت فروش، صادر می‌نمایند. علاوه بر کارگاه‌های سرامیک‌سازی، کارگاه‌های سفال‌گری نیز در بعضی از مناطق شهر مرند و روستاهای اطراف وجود دارند.

## کتابخانه‌ها
در داخل شهر مرند تعدادی کتابخانه وجود دارد که «کتابخانهٔ پارک شهر مرند»، بزرگ‌ترین کتابخانهٔ این شهر و جزء کتابخانه‌های درجه یک کشور است که در سال ۱۳۷۸ خورشیدی، در محوطهٔ پارک شهر مرند با مساحت ۱۲۰۰ متر مربع و زیربنای ۹۵۶ مترمربع، افتتاح گردیده و دارای ۱ سالن مطالعه و یک مخزن کتاب و یک سالن آمفی تئاتر و اتاق اینترنت است. تعداد کتاب‌های این کتابخانه به حدود ۲۵۰۰۰ جلد در موضوعات متنوع و تعداد اعضای آن ۳٬۷۰۰ نفر بوده و کلیهٔ خدمات فنی به روش رایانه‌ای صورت می‌گیرد و همه روزه از ساعت ۷ و نیم بامداد، آمادهٔ ارائهٔ خدمات می‌باشد. بیشتر مراجعان این کتابخانه را دانش‌آموزان و دانشجویان تشکیل می‌دهند.
«کتابخانهٔ عمومی کوثر» که ویژهٔ بانوان است، واقع در خیابان امام خمینی مرند، در سال ۱۳۳۰ با زیربنای حدود ۲۰۰ متر مربع تأسیس گردیده است. در حال حاضر این کتابخانه دارای یک مخزن و یک سالن مطالعه به ظرفیت ۱۲۰ نفر است که مجموعهٔ کتاب‌های آن به حدود ۱۳۰۰۰ جلد می‌رسد و تعداد اعضای آن ۲٬۷۰۰ نفر می‌باشد. این کتابخانه روزانه حدود ۱۵۰ نفر مراجعه‌کننده دارد و همه روزه از ساعت ۷ و نیم بامداد تا ۸ و نیم شب، آمادهٔ ارائهٔ خدمات به مراجعان می‌باشد. کلیهٔ خدمات فنی این کتابخانه به روش رایانه‌ای صورت می‌گیرد.
و چندین کتابخانه دیگر که در سطح شهر فعالیت دارند.

## اماکن تاریخی، دیدنی و گردشگری

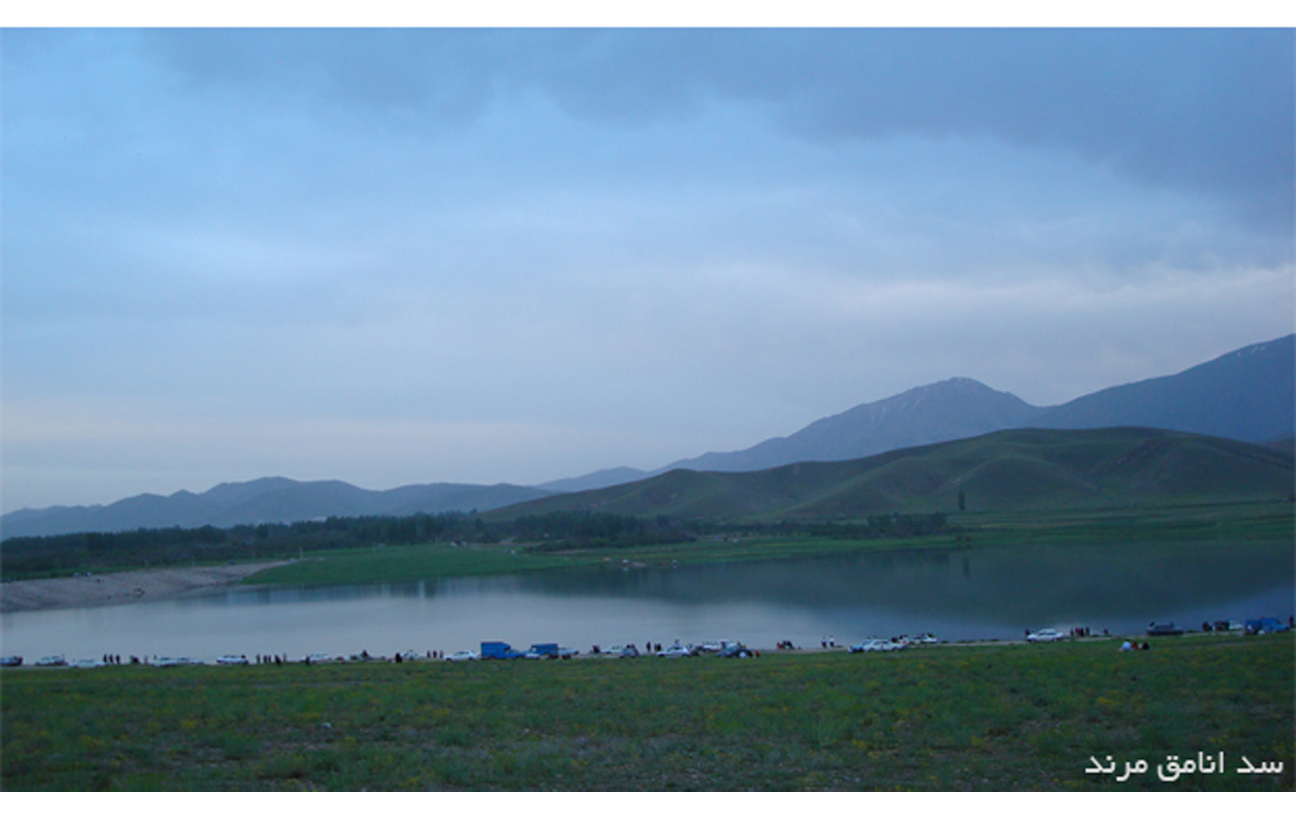
تفرجگاه سد انامق مرند

از اماکن تاریخی و باستانی این شهر می‌توان به قلعه مانداگارانا، مسجد جامع مرند، تپه باستانی سیوان و بازار کوزه‌فروشان، مسجد بازار، کاروانسرای عباسی مرند، تفرجگاه موغان یوردو و ده‌ها اثر دیگر اشاره کرد. در تپه سیوان یک ته‌ستون هخامنشی و سفالینه‌های پارتی یافته شده است.

### مسجد جامع مرند

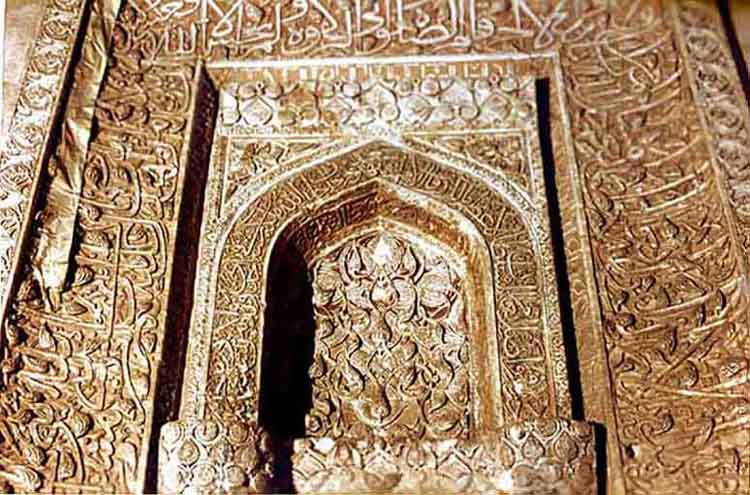
محراب مسجد جامع مرند (مرتفع‌ترین و قدیمی‌ترین محراب تاریخی در آذربایجان)

مسجد جامع مرند در مرکز شهر مرند واقع شده است طبق کتیبه محراب مسجد این بنا در سال ۷۳۱ هجری در زمان سلطنت ابوسعید بهادرخان از محل خیرات مردم مرند و جزیه‌ای که در آن زمان از غیر مسلمان می‌گرفتند به تولیت حسین بن محمود ابن تاج خواجه ساخته شده است. امروزه کف مسجد به اندازه سه پله (۸۰ سانتی‌متر) از سطح کوچه مجاور پایین‌تر می‌باشد و دالانی به طول ۱۲ متر با سه طاق گنبدی، ورودی را به شبستان‌ها مربوط می‌سازد در سمت چپ این دالان، شبستان جنوبی با گنبدی کم خیز واقع شده که بر فراز آن کتیبه‌ای از سنگ با عبارت ذیل به چشم می‌خورد: «امر بتجدید هذا المعماره العبد الفقیر خواجه حسین بن سیف الدین محمود بن تاج خواجه فی اواخر شوال سنه اربعین و اربعمائه» محراب به عرض ۷۵/۲ و ارتفاع ۶ متر در قسمت جنوبی مسجد واقع شده و مزین به آیات قرآنی به خط کوفی و گچبری‌های زیبا بدیع می‌باشد. کتیبه تاریخ محراب در قسمت قوس بزرگ بالای آن به شرح ذیل دیده می‌شود: «جدد من فواضل الانعام السلطان الاعظم مالک رقاب الامم ابوسعید بهادرخانه خلدالله ملکه فی احدی و ثلثین و سبعمائه هجریه» در فاصله دو ستون تزئینی و گچبری کنار محراب نام سازنده محراب به خط رقاع نوشته شده است: «عمل عبدالفقیر نظام بند گیر تبریزی» در داخل هلال در پایین دو کتیبه مزبور کتیبه گچبری دیگری به خط رقاع بدین مضمون به چشم می‌خورد: «وقف من مال خیرته مدینه مرند علی مصالح هذا المسجد الجامع و شرط التولیه العبد الضعیف حسین بن محمود بن تاج خواجه»

### کاروانسرای مرند

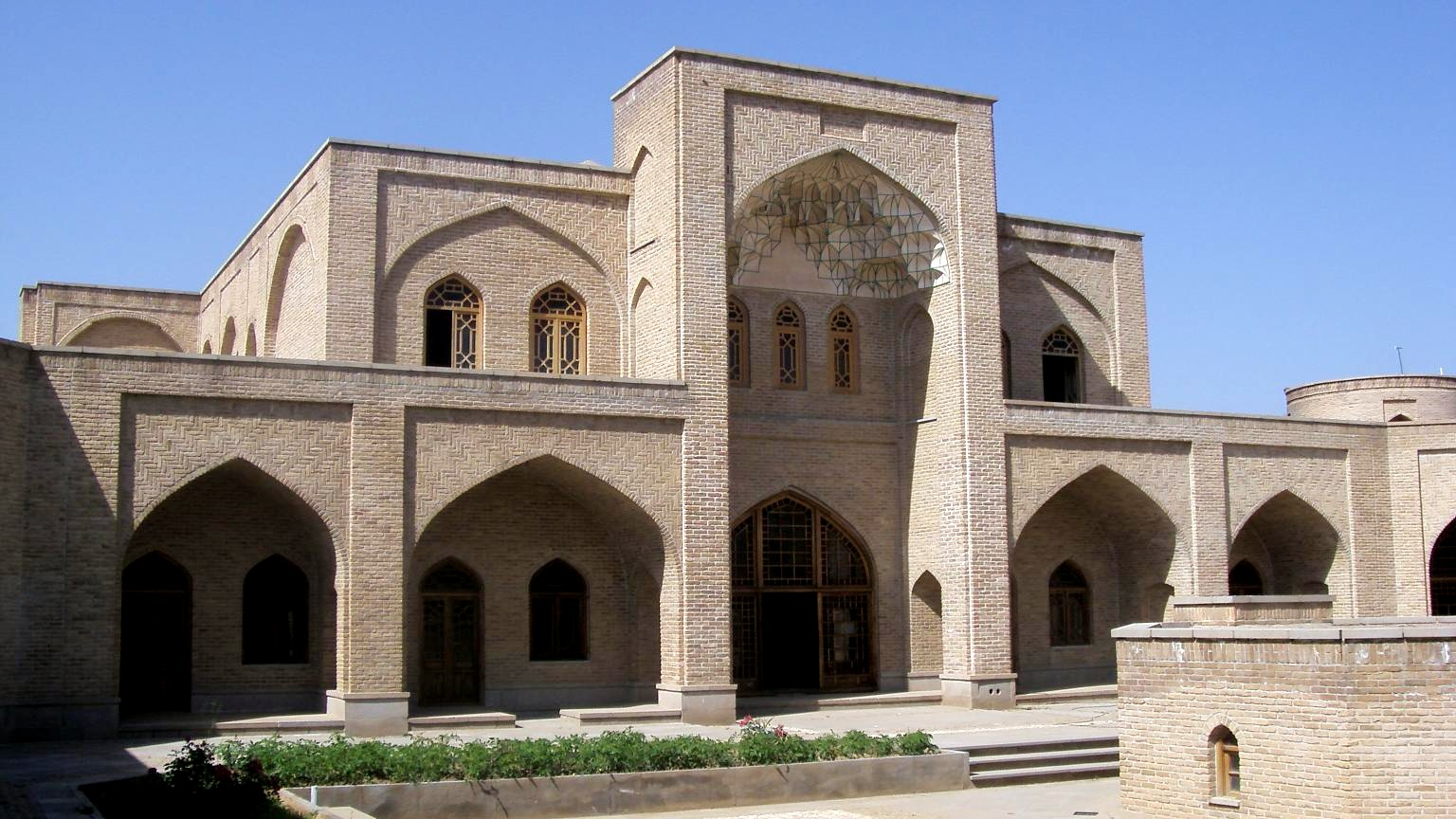
کاروان‌سرای شاه عباسی مرند

این کاروانسرا که به جهت واقع شدن در نزدیکی مرند به این نام موسوم گشته است. قطعاً در اصل نام دیگری داشته است. کاروانسرای مذکور در ۲۳ کیلومتری مرند و در سر راه جلفا و در دشت الکی واقع شده است تاریخ بنای این کاروانسرا (به سال ۷۳۱ هجری قمری و عهد ابوسعید بهادرخان) نسبت داده شده است فعلاً جز تلی خاک آثاری از آن باقی نمانده است. این کاروانسرا (یکی از باشکوهترین بناهای زمان خود بوده و شاید هم قلعه یا مقر حکومتی شخص با نفوذی بوده است گروهی به جهت نزدیکی نام محل به نام هلاکو ایلخان مغول ساختمان این بنا را به هلاکو نسبت می‌دهند چرا که الکی گاهی هلاکو خوانده می‌شود. تا چندین سال پیش سردر کاروانسرا که طاق روی آن خراب شده بود نمایان بود که ارتفاع آن به ۹ متر می‌رسید. صفحه خارجی آن از نیم ستون زاویه کتیبه‌ای به عرض ۲۵ سانتی‌متر شروع می‌شده که به حروف کوفی نوشته شده بود این حروف از سفال بدون لعاب در زمینة کاشی آبی روشن نوشته شده بود.

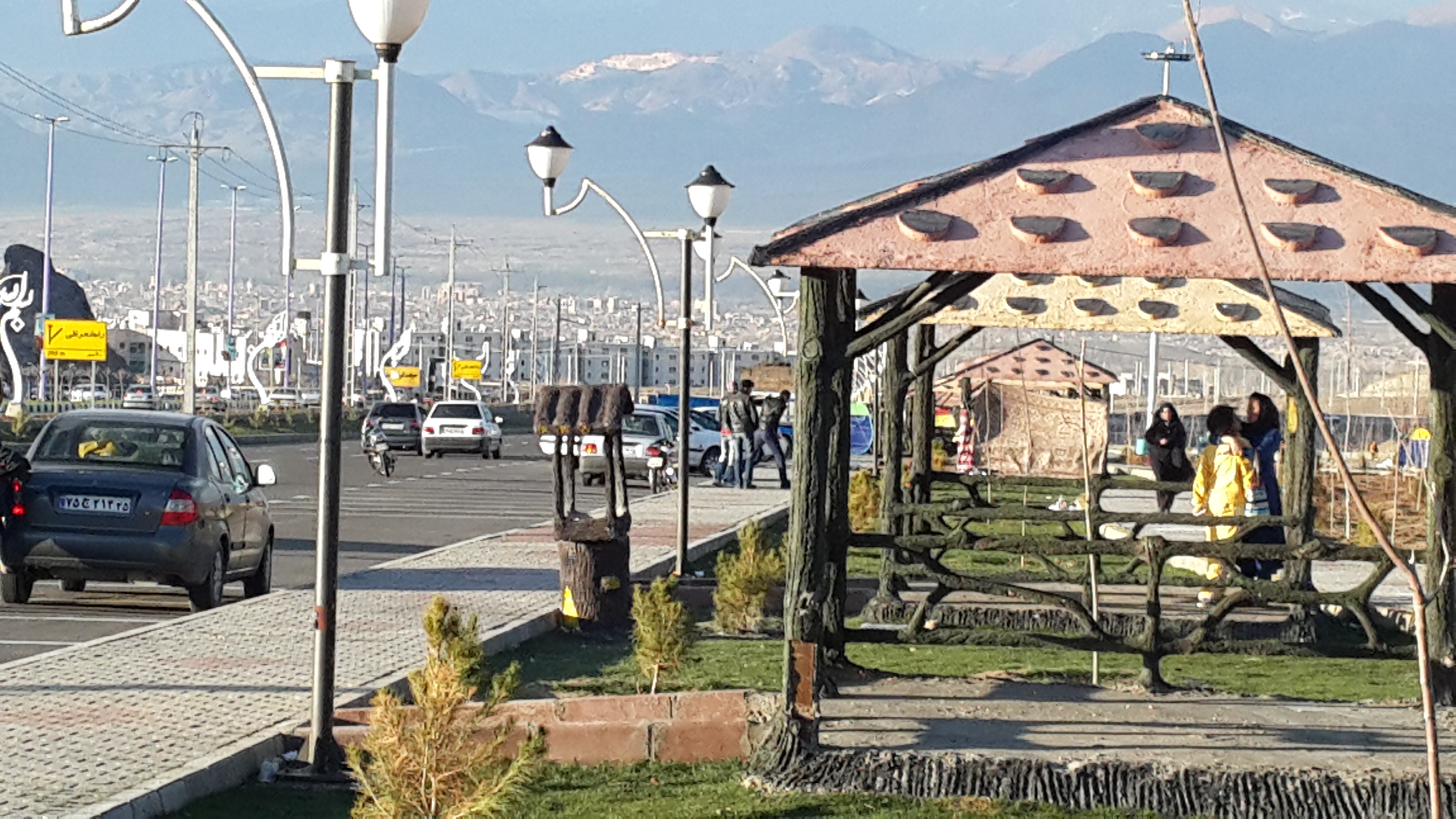
پارک دانشجو مرند

### مسجد بازار
مسجد بازار که در مدخل شهر واقع شده حدود ۳۰۰ متر مربع مساحت دارد بر روی چهار ستون سنگی استوانه‌ای قرار گرفته است بنا به اظهار مهم‌ترین محلی در روزگاران قدیم دیری بوده که بعداً به علت انتساب به مادر نوح تبدیل به یک مسجد گردیده است در شهر مرند همچنین چند بنای باستانی وجود دارد که به اندازه کافی مورد مطالعه قرار نگرفته‌اند. درحالی‌که اگر چنین می‌شد احتمالاً گوشه تاریکی از تاریخ فرهنگ گذشته این شهر روشن می‌شد از جمله این بناها دو امامزاده به نام‌های امامزاده احمد در قسمت غربی شهر و در کوه امامزاده ابراهیم واقع در کوی یالدور مرند و نیز تاع و مقابر مربوط به اصحاب علم و عرفان بنامهای پیر اسمعیل در محله یالدور، پیراسحق در محله گلعذاری‌ها و پیر خموش در کوچه صمصامی می‌باشد.
از مناطق تفریحی مرند نیز می‌توان به گردنه پیام، روستاهای ملایوسف و کندلج در ۵ کیلومتری شمال مرند و چشمهٔ باش کهریز و قنات بزرگ و بسیار معروف بَی گوزی (=چشمه داماد) در شمال روستای دیزج علیا که از دل کوه میشو بیرون می‌آید اشاره کرد.
فهرستی از آثار تاریخی مرند:
- قلعه چراگاه امیر
- بنای هرزند جدید
- قلعه هولاکو
- گورستان عریان تپه
- گورستان هزاره اول
- گورستان النجق
- قلعه میاب
- قلعه دوکجان
- حمام قاضی
- کاروانسرای قینر
- حمام حاجی موسی
- حمام دیزج علیا
- مسجد بازار
- گورستان یکان سعدی
- گورستان قدیمی یکان علیا
- قلعه یامچی
- امامزاده یکان سفلی
- امامزاده اردلان
- قلعه لیوار
- قبرستان قدیمی خرابه مرکید
- قلعه گردو اصلی کندی
- مسجد جامع مرند
- کاروانسرای هلاکو
- امامزاده ابراهیم
- مسجد امام
- گورستان بناب
- گورستان تاریخی ابرغان
- گورستان تاریخی کوهناب
- کاروانسرای شاه عباسی
- گورستان تاریخی گلین تپه
- گورستان تاریخی قربان دیزج
- کاروانسرای شاه عباسی
- گورستان تاریخی محبوب آباد
- گورستان تاریخی زرغان
- گورستان قدیمی انامق
- قلعه جیق روستای چایکسن
- گورستان تاریخی هرزند عتیق
- کاروانسرای شاه عباسی
- کاروانسرای مرند
- امامزاده علمدار
- امامزاده احمد
- قلعه روستای هرزند عتیق
- آرامگاه پیر مرند
- کلیسای موجومبار
- مقبره میرزا محمد حسین زنوزی
- روستای پلکانی مولو
- تفرجگاه موغان یوردو روستای توریستی گلجار

## ساختار شهری مرند
شهرداری مرند به عنوان اولین شهرداری الکترونیک در کشور معرفی شده است. مرند امروزه دارای محله‌ها و چندی شهرک می‌باشد.

### محله‌های قدیمی مرند
مرند از جند محله تشکیل شده بود به نام‌های رفیع آباد، یالدور نخودبیگ، قنبرچشمه، بازار، یوخاری کوچه، ایستگاه، قره آغاج، دولر، مومن‌لر، سیدلر، زمینّی لر، چهل گز و قوشا دکانلار، آغ زمی

### محله‌های نوساز شهر مرند
- اندیشه و شهید فهمیده: محله شمال شرقی مرند
- میناخور و فرمان آباد: محله شمال مرند
- شهید اوهانی و شهریار: محله غرب مرند
- باغ عراقی و آبیاری و: محله جنوب مرند
- آغ زمین و ناصرآباد راه اردکلو: محله شرق مرند
- تربیت و نشاط و هاتف: محله شمال غربی مرند
- علی‌آباد وراه انامق:محله جنوب غربی مرند
- گوارا و شقایق گلخانه:محله جنوب شرقی مرند

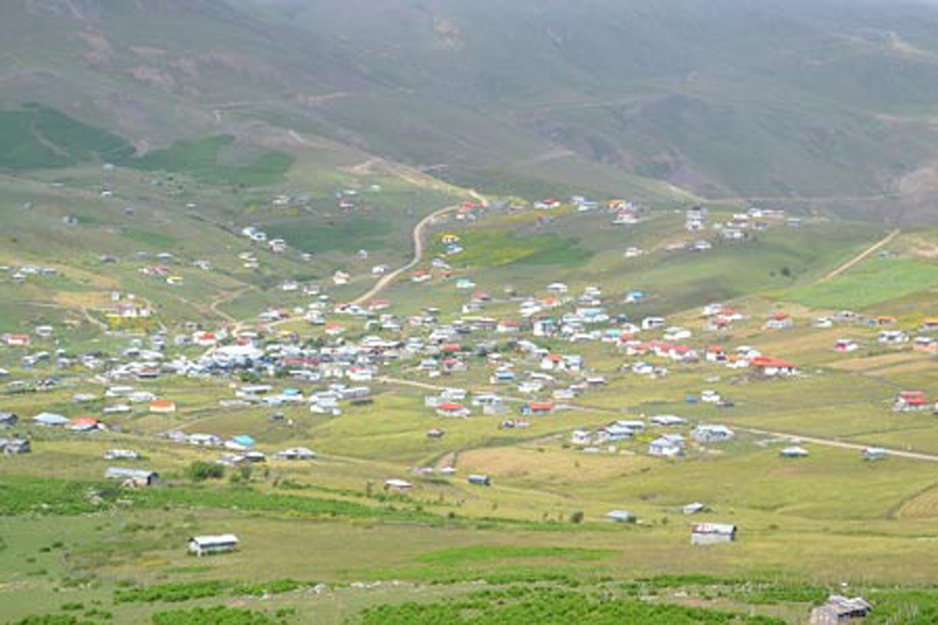
منطقه سیوان (شهرک ویلایی پروین اعتصامی مرند)

## حمل و نقل و راه‌های ارتباطی

### جاده‌ای
شهر مرند به دلیل قرارگیری در شاهراه ارتباط ایران-اروپا از موقعیت بی‌نظیر جغرافیایی و ارتباطی برخوردار است. بزرگراه تبریز-مرند، جاده مرند-بازرگان، جاده مرند-جلفا از مهم‌ترین راه‌های ارتباطی این شهر می‌باشد؛ که پروژهای تبدیل بزرگراه تبریز-مرند و جاده مرند-بازرگان به آزادراه و جاده مرند-جلفا به بزرگراه در حال انجام می‌باشد.
شهر مرند دارای دو کمربندی برون‌شهری با نام‌های آزادراه نوح (سه راهی پلیس راه-میدان بزرگ ارتش) و کمربندی شمالی (میدان بزرگ ارتش- سه راهی شهرک صنعتی) می‌باشد.
همچنین جاده مرند-تسوج که در سال‌های اخیر یکی از اصلی‌ترین نیازمندی‌های ساکنان شهر مرند بوده اکنون در حال ساخت می‌باشد. با احداث این جاده مسافت حدود یک و نیم ساعته مرند-صوفیان-شبستر-تسوج به مسافت حدود نیم ساعته مرند-تسوج کاهش خواهد یافت.
پایانه مسافربری برون‌شهری مرند به دلیل وسعت روزافزون شهر و افزایش انتظار شهروندان دیگر پاسخگوی حدود ۱۵۰٫۰۰۰ نفر نمی‌باشد برای همین منظور شهرداری مرند پروژه احداث ترمینال مسافربری جدید در بیرون از شهر را شروع کرده است.

### ریلی
شهر مرند در مسیر راه‌آهن برقی تبریز به جمهوری آذربایجان قرار دارد. ایستگاه راه‌آهن این شهر هر هفته سه بار قطار تهران-مرند و سه بار قطار تبریز-مرند را میزبانی می‌کند.
خط آهن عبوری از مرند به دلیل این که تقریباً یک دوم این شهر را محاصره کرده، مشکلات فراوانی را برای شهروندان مرندی ایجاد کرده است. این مهم باعث شده است مسئولان شهری و استانی درصدد انتقال خط آهن و ایستگاه راه‌آهن به بیرون از محدوده شهری باشند.

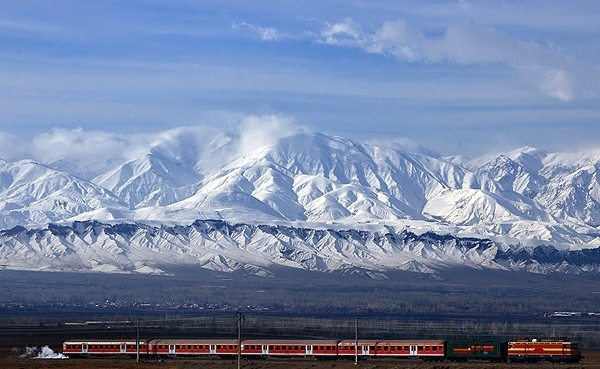
قطار محلی تبریز-مرند در حال عبور از دامنه‌های کوه میشو

## اقتصاد
اقتصاد مرند بیشتر بر پایه کشاورزی استوار است. تمام منطقه مرند بنا به شرایط طبیعی - دامداری- کشاورزی و باغداری مناسب می‌باشد محصولات مهم مرند غلات (گندم و جو) که بالاترین تولید را در میان شهرهای آذربایجان شرقی دارد حبوبات-سبزیجات و سیفی جات است که بسیار معروف می‌باشد باغداری بسیار رایج و از محصولات مهم آن می‌توان زردآلو و انگور را نام برد که علاوه بر مصارف داخلی مقداری به عنوان خشکبار صادر می‌شود؛ و سیب زنوز که طعم به‌خصوصی داشته که شهرت جهانی دارد. اما در سالهای اخیر به‌علت کاهش آب سفره‌های زیرزمینی کشاورزان زیان بسیاری دیده‌اند و روند مهاجرت به سوی شهرهای بزرگ را پیش گرفته‌اند.
کشت زعفران که در اقتصاد کشاورزی به (گیاه طلائی) مشهور است، اخیراً به صورت گسترده در دهستان بناب واقع در شرق مرند ترویج گردیده است و از مرغوبیت بی‌نظیر و معروفیت خاصی برخوردار شده است و از حیث کیفیت بازرگانان آن را با محصولات استان خراسان مقایسه می‌کنند. در این راستا تحول درکشت سنتی به کشت پسته نیز در بخش یامچی واقع در قسمت غرب مرند همت گماشته‌اند که امید می‌رود موجب تحول چشم‌گیری در اقتصاد کشاورزی گردد.

## دانشگاه‌ها
- دانشگاه آزاد اسلامی مرند
- دانشکده فنی و مهندسی مرند
- دانشگاه پیام نور مرکز مرند
- دانشگاه آزاد اسلامی واحد زنوز
- دانشگاه آزاد اسلامی واحد بناب مرند
- دانشگاه پیام نور مرکز زنوز
- دانشگاه پیام نور مرکز بناب مرند
-دانشگاه پیام نور واحد یامچی (در شرف تأسیس)
- دانشگاه علمی و کاربردی مرند
-مرکز آموزش فنی و حرفه‌ای مرند

## صنعت
در سال‌های اخیر با توجه به پیشرفت‌هایی که شهر مرند داشته است، کارخانجات مختلفی در اطراف این شهر احداث شده‌اند که از این میان، می‌توان به موارد زیر اشاره کرد:
- شرکت بزرگ تکدانه با تولیدات تبدیلی کشاورزی و شهرت جهانی
- اولین شهرک سرامیک سازی در منطقه
- کارخانه فراوری خاک‌چینی
- کاشی تبریزکف
- پارس پروفیل
- شرکت بزرگ آنا کنسرو تولیدکننده محصولات غذایی با برند سانیا
- ترشی کام مرند
- شرکت کشت و صنعت تکدانه
- انستیتو تحقیقات واکسن و سرم سازی شمالغرب کشور[۵۲]
- کارخانه تولید 3D پانل ره انجام

## شهرک‌های صنعتی
- شهرک صنعتی شماره ۱مرند
- شهرک صنعتی شماره ۲مرند
- شهرک صنعتی زنوز مرند
- شهرک صنعتی سرامیکی مرند

## ره‌آورد
ره‌آوردهای مرند شامل میوه‌ها، صنایع دستی و خشکبار است.
مرند به عنوان شهر تریلی‌ها شناخته می‌شود. بدیل قرار گرفتن در جاده ابریشم همچنین مرند به عنوان بزرگ‌ترین تولیدکننده خشکبار در کشور شناخته می‌شود.

## نگارخانه

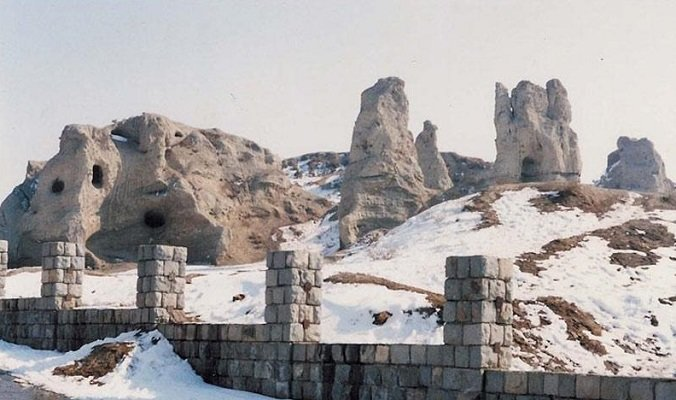
قلعه باستانی یالدیر_مرند
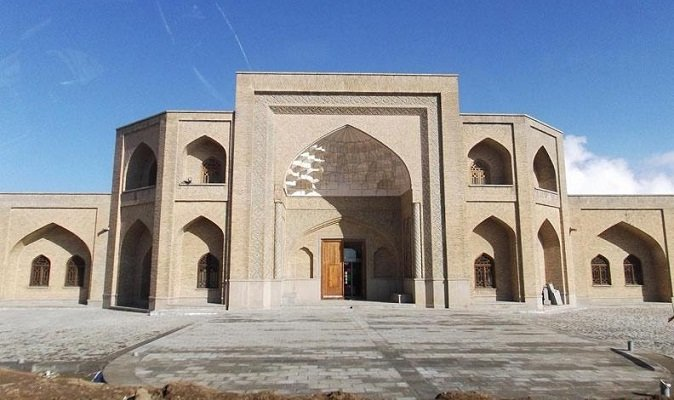
کاروانسرای شاه عباسی پیام.
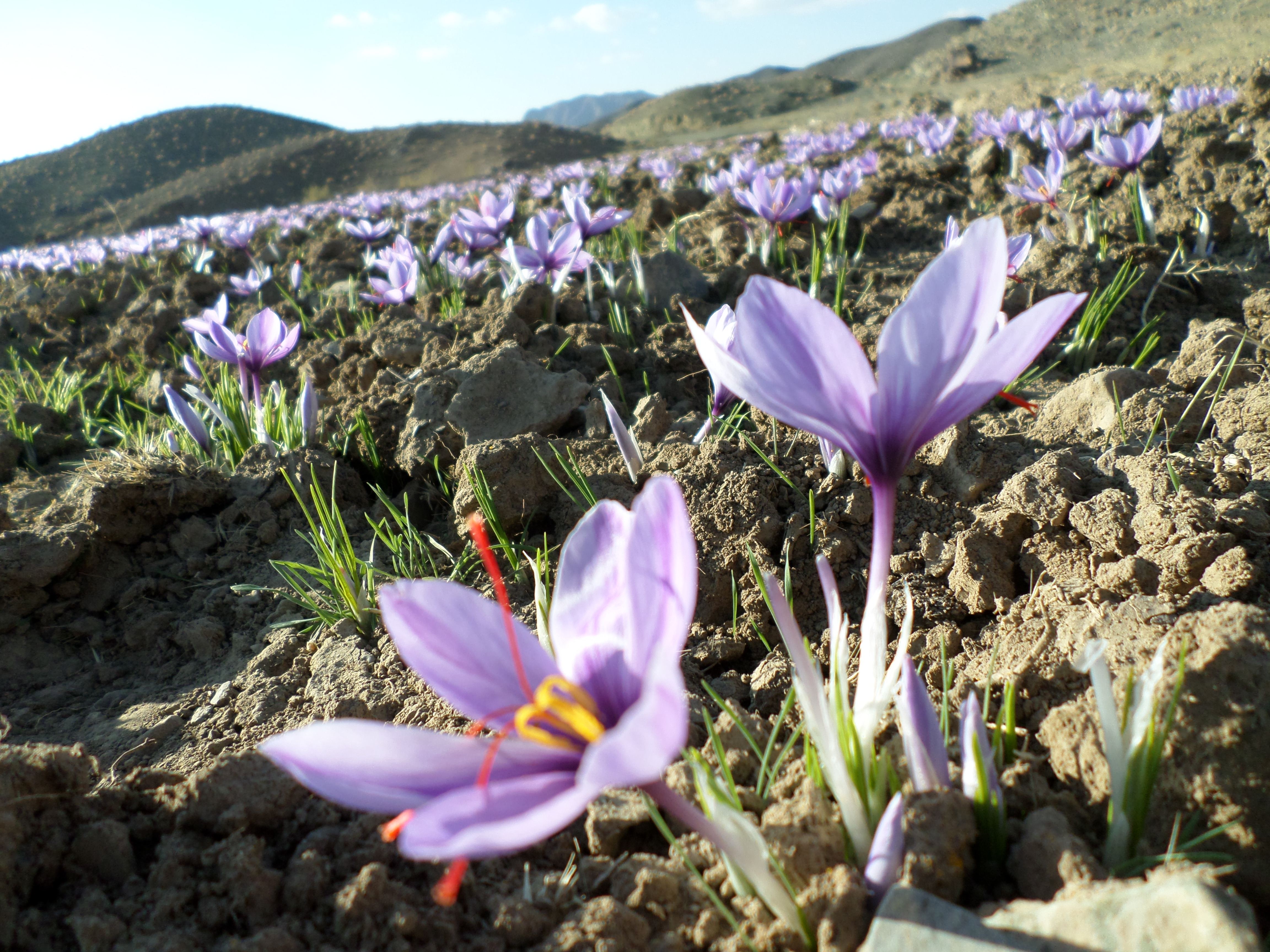
مزارع زعفران مرند
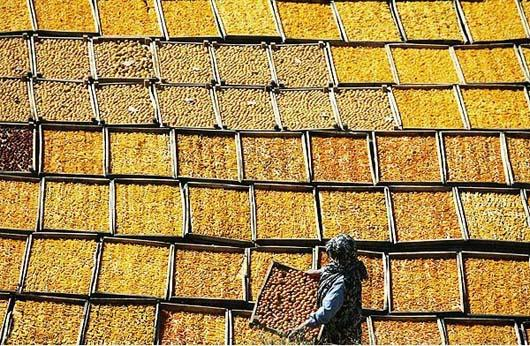
خشکبار مرند
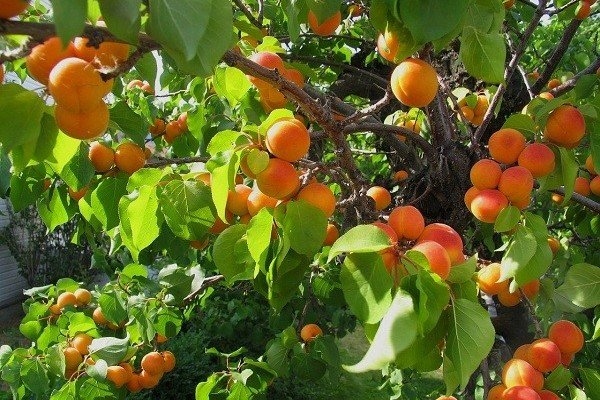
زردآلو مرند
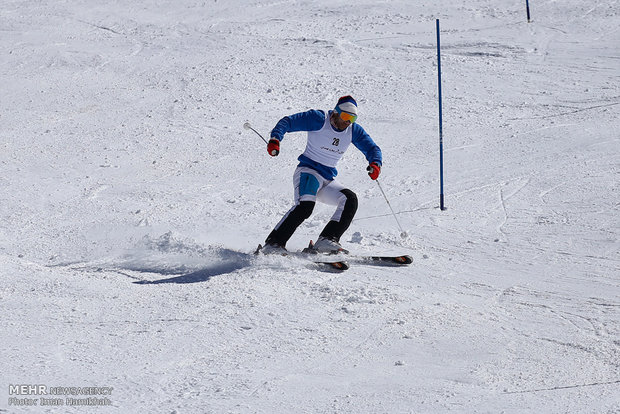
پیست اسکی پیام مرند
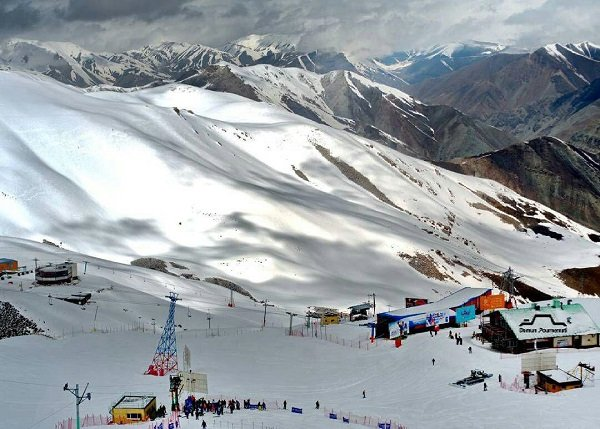
منطقه گردشگری و پیست اسکی یام مرند